# Штемпель, Карл Романович
Барон Карл Романович Штемпель (1802—1869) — генерал-майор, участник Кавказской войны.

## Биография
Родился в 1802 году, происходил из баронского рода Курляндской губернии.
Военную службу начал юнкером в 14-м егерском полку, в 1819 году произведён в прапорщики и в 1825 году получил чин поручика.
В кампании 1828 года против турок Штемпель принимал участие в блокаде и взятии Анапы и находился при осаде Варны. 27 октября переведён в лейб-гвардии Егерский полк. В 1833 году произведён в капитаны и 6 ноября 1832 года переведён в лейб-гвардии Волынский полк, в следующем году получил чин полковника.
Служил на Кавказе, принимал участие в походах против горцев. 5 декабря 1841 года награждён орденом св. Георгия 4-й степени (№ 6426 по кавалерскому списку Григоровича — Степанова). В 1846 году назначен командиром Самурского пехотного полка. В 1847 году, за отличие при штурме Гергебиля и взятии аула Салты произведён в генерал-майоры. С 1848 года командовал 2-й бригадой 21-й пехотной дивизии.
В 1854 году вышел в отставку и скончался 6 октября 1869 года.
Его сын Фридрих с отличием участвовал в Туркестанских походах, в 1868 году был комендантом Самаркандской цитадели и за успешную её оборону от войск шахрисябзских беков получил орден св. Георгия 4-й степени.